# Hervé Garel
Hervé Garel (Rennes, 15 juli 1967) is een Frans voormalig wielrenner. Hij was beroepsrenner 1992 tot 1996. In 1992 behaalde hij zijn enige zege, die in het eindklassement in de Ronde van de Toekomst.

## Resultaten in voornaamste wedstrijden
1992
- 4e etappe Ronde van de Toekomst
- Eindklassement Ronde van de Toekomst

## Resultaten in grote rondes
| Jaar | Ronde van Italië | Ronde van Frankrijk | Ronde van Spanje |
| ---- | ---------------- | ------------------- | ---------------- |
| 1993 | opgave           |                     |                  |